# Driscoll (Teksas)
Petronila – miasto w Stanach Zjednoczonych, w stanie Teksas, w hrabstwie Nueces.